# Canottaggio ai Giochi della II Olimpiade - Due con maschile
La gara di due con maschile di canottaggio della II Olimpiade si tenne il 25 e il 26 agosto 1900.

## Semifinali
Hanno partecipato alle semifinali 7 equipaggi: i primi 2 di ogni semifinale si sono qualificati per la finale.
- 25 agosto 1900

Semifinale 1
| Pos. | Nazione     | Atleti                                               | Tempo  |
| ---- | ----------- | ---------------------------------------------------- | ------ |
| 1    | Francia     | Lucien Martinet, René Waleff e timoniere sconosciuto | 6'47"4 |
| 2    | Paesi Bassi | François Brandt, Roelof Klein e Hermanus Brockmann   | 6'56"0 |
| -    | Francia     | Louis Roche, Gordon Love e timoniere sconosciuto     | DNF    |

Semifinale 2
| Pos. | Nazione | Atleti                                                       | Tempo  |
| ---- | ------- | ------------------------------------------------------------ | ------ |
| 1    | Francia | Carlos Deltour, Antoine Védrenne e Raoul Paoli               | 6'33"4 |
| 2    | Francia | Pierre Ferlin, Mathieu e timoniere sconosciuto               | 7'00"0 |
| 3    | Belgio  | Prosper Bruggeman, Maurice Hemelsoet e timoniere sconosciuto | 7'00"4 |
| 4    | Francia | Henri Delabarre, Robert Gelée e timoniere sconosciuto        | 7'04"0 |

## Finale
- 26 agosto 1900

| Posizione | Nazione       | Atleti                                                | Tempo  |
| --------- | ------------- | ----------------------------------------------------- | ------ |
|           | Squadra mista | François Brandt, Roelof Klein e timoniere sconosciuto | 7'34"2 |
|           | Francia       | Lucien Martinet, Waleff e timoniere sconosciuto       | 7'34"4 |
|           | Francia       | Carlos Deltour, Antoine Védrenne e Raoul Paoli        | 7'57"2 |
| 4         | Francia       | Pierre Ferlin, Mathieu e timoniere sconosciuto        | 8'01"0 |